# Prelude (klassieke muziek)
Een prelude (of preludium, voorspel) is een instrumentale compositie, zonder een vastliggende vorm.

## Oorsprong
Oorspronkelijk was het een soort improvisatie, die vlak voor het echte werk werd gespeeld, enerzijds als opwarmer voor de speler of om zijn virtuositeit te tonen, anderzijds om het instrument te stemmen (vooral bij het bespelen van de luit). Vanaf de 17e eeuw werd de prelude een officieel muziekstuk. Het werd gecomponeerd als inleiding van een suite, als een muziekstuk dat een fuga voorafgaat en hiermee een contrast vormt, of als een zelfstandige compositie, onder anderen door Chopin, die naast drie losse ook een serie van 24 Préludes schreef en door Debussy (Préludes livre 1 & 2).

## Bekende series preludes
- Johann Sebastian Bach - Das wohltemperierte Klavier (48 preludes & fuga's)
- Frédéric Chopin -  27 Préludes
- Sergej Rachmaninov - 10 Preludes (op. 23), 13 Preludes (op. 32)
- Dmitri Sjostakovitsj - 24 preludes en fuga's
- Claude Debussy - Préludes livre I et II